# Filer (Idaho)
Filer es una ciudad ubicada en el condado de Twin Falls en el estado estadounidense de Idaho. En el año 2010 tenía una población de 2.508 habitantes y una densidad poblacional de 1.194,29 personas por km².

## Geografía
Filer se encuentra ubicado en las coordenadas 42°34′11″N 114°36′41″O / 42.56972, -114.61139. Según la Oficina del Censo, la localidad tiene un área total de 2,1 km² (0,8 mi²), de la cual 2,1 km² (0,8 mi²) es tierra y 0 km² (0 mi²) (0.0%) es agua.

## Demografía
En el 2000 la renta per cápita promedia del hogar era de $31,336, y el ingreso promedio para una familia era de $36,346. En 2000 los hombres tenían un ingreso per cápita de $27,083 contra $20,563 para las mujeres. El ingreso per cápita para la localidad era de $14,443. Alrededor del 13.7% de la población estaba bajo el umbral de pobreza nacional.